# Uto (Bibliothekar)
Uto († 12. Juli vor 869) war von ca. 862 bis 864 Bibliothekar des Klosters St. Gallen.
Er war wahrscheinlich Priester. Uto scheint sich auch als Schreiber betätigt zu haben. Aus seiner Hand stammt Cod. Sang. 861.